# Leopold Klement Sasko-Kobursko-Gothajský
Leopold Klement Sasko-Kobursko-Gothajský (Leopold Klement Filip August Maria; 19. července 1878, Svätý Anton – 27. dubna 1916, Vídeň) byl důstojník rakousko-uherské armády a dědic rodu Koháry. Jeho vražda šokovala královské dvory Rakouska i Německa.

## Původ
Princ Leopold Klement se narodil jako starší dítě a jediný syn princezny Luisy Belgické a Filipa Sasko-Kobursko-Gothajského. Manželství jeho rodičů, kteří oba pocházeli z římskokatolické větve Koburků, bylo katastrofální. Jméno Leopold nesl také jeho dědeček Leopold II. Belgický a mnoho dalších jeho koburských příbuzných. Leopold Klement byl jediným dědicem otcova jmění, které podědil od své matky Maria Antonie Koháry de Csábrág.

## Fatální událost
Kapitán husarů rakousko-uherské armády, princ Leopold Klement, se na charitativním bazaru ve Vídni v roce 1907 seznámil s dívkou jménem Kamila Rybická. Rybická byla jednou z dcer dvorního rady Rybickiho, důstojníka vídeňské státní policie. Dívka sice patřila do vysoké společnosti, ale nebyla urozená. Princ s ní brzy navázal romantický vztah. Rybická opustila rodný dům a cestovala s Leopoldem po Rakousku-Uhersku, poté se usadili ve vídeňském bytě.
Rybická však nebyla spokojená s tím, že je jen princovou milenkou a požadovala, aby si ji vzal. 1. července 1914 jí Leopold v Paříži napsal dopis, v něm jí slíbil, že si ji do šesti měsíců vezme, jmenuje ji svou jedinou dědičkou a požádá svého otce, aby jí v případě jeho smrti zaplatil 2 miliony rakousko-uherských korun. Poté, co byl princ Leopold Klement povolán bojovat v první světové válce, trvala na tom, aby si ji vzal, než odjede. Leopold Klement si byl vědom, že taková mesalliance by ho připravila o jmění, které chtěl zdědit, protože jeho otec neměl v úmyslu svazek povolit, a to, že by se oženil s Rybickou, by ho přinutilo rezignovat na důstojnickou provizi.
Když jí prosby, intriky a vyhrožování nedokázaly zajistit sňatek s Leopoldem Klementem, byly jí jako kompenzace nabídnuty 4 miliony rakousko-uherských korun. 17. října 1915 ji princ pozval do svého vídeňského bytu v prvním patře, aby se rozloučil a podepsal šek, ale Rybická neměla v úmyslu si peníze vzít. Místo toho na něj zblízka vystřelila pět ran a poté mu vylila láhev kyseliny sírové do obličeje, než si střelila šestou kulku do srdce. Sousedé dosvědčili, že ho slyšeli křičet v agónii. Když přišla policie, polonahá Rybicka ležela mrtvá u postele, ale princ žil na zemi a stále křičel. Kremace Rybické proběhla v prosinci 1915 v Jeně v Německu. Princ Leopold Klement, který ztratil oko a hodně masa na obličeji, zemřel 27. dubna 1916, po šesti měsících utrpení; bylo mu 37 let. Jeho ostatky byly uloženy v hrobce svatého Augustina v Coburgu.

## Následky
Po smrti svého jediného syna odkázal princ Filip své jmění svému prasynovci Filipovi. Smrt prince Leopolda Klementa a Kamily Rybické šokovala královské dvory Rakouska i Německa. V události spatřovaly podobnost se sebevraždou korunního prince Rudolfa v roce 1889, který byl Leopoldovým strýcem z matčiny strany; ten také zemřel se svou mladou milenkou.

## Vývod z předků
|                                          |                                      |  |                                      |                                        |  |  |  |  |  |  |  | František Sasko-Kobursko-Saalfeldský |
|                                          |                                      |  |                                      |                                        |  |  |  |  |  |  |  |                                      |
|                                          | Ferdinand Sasko-Kobursko-Gothajský   |  |                                      |                                        |  |  |  |  |  |  |  |                                      |
|                                          |                                      |  |                                      |                                        |  |  |  |  |  |  |  |                                      |
|                                          |                                      |  |                                      | Augusta Reuss Ebersdorf                |  |  |  |  |  |  |  |                                      |
|                                          |                                      |  |                                      |                                        |  |  |  |  |  |  |  |                                      |
|                                          | August Sasko-Kobursko-Gothajský      |  |                                      |                                        |  |  |  |  |  |  |  |                                      |
|                                          |                                      |  |                                      |                                        |  |  |  |  |  |  |  |                                      |
|                                          |                                      |  |                                      | Ferenc Josef Koháry de Csábrág         |  |  |  |  |  |  |  |                                      |
|                                          |                                      |  |                                      |                                        |  |  |  |  |  |  |  |                                      |
|                                          | Maria Antonia Koháry de Csábrág      |  |                                      |                                        |  |  |  |  |  |  |  |                                      |
|                                          |                                      |  |                                      |                                        |  |  |  |  |  |  |  |                                      |
|                                          |                                      |  |                                      | Marie Antonie z Valdštejna-Vartenbergu |  |  |  |  |  |  |  |                                      |
|                                          |                                      |  |                                      |                                        |  |  |  |  |  |  |  |                                      |
|                                          | Filip Sasko-Kobursko-Gothajský       |  |                                      |                                        |  |  |  |  |  |  |  |                                      |
|                                          |                                      |  |                                      |                                        |  |  |  |  |  |  |  |                                      |
|                                          |                                      |  |                                      | Ludvík Filip II. Orleánský             |  |  |  |  |  |  |  |                                      |
|                                          |                                      |  |                                      |                                        |  |  |  |  |  |  |  |                                      |
|                                          | Ludvík Filip                         |  |                                      |                                        |  |  |  |  |  |  |  |                                      |
|                                          |                                      |  |                                      |                                        |  |  |  |  |  |  |  |                                      |
|                                          |                                      |  |                                      | Luisa Marie Adelaida Bourbonská        |  |  |  |  |  |  |  |                                      |
|                                          |                                      |  |                                      |                                        |  |  |  |  |  |  |  |                                      |
|                                          | Klementina Orleánská                 |  |                                      |                                        |  |  |  |  |  |  |  |                                      |
|                                          |                                      |  |                                      |                                        |  |  |  |  |  |  |  |                                      |
|                                          |                                      |  |                                      | Ferdinand I. Neapolsko-Sicilský        |  |  |  |  |  |  |  |                                      |
|                                          |                                      |  |                                      |                                        |  |  |  |  |  |  |  |                                      |
|                                          | Marie Amálie Neapolsko-Sicilská      |  |                                      |                                        |  |  |  |  |  |  |  |                                      |
|                                          |                                      |  |                                      |                                        |  |  |  |  |  |  |  |                                      |
|                                          |                                      |  |                                      | Marie Karolína Habsbursko-Lotrinská    |  |  |  |  |  |  |  |                                      |
|                                          |                                      |  |                                      |                                        |  |  |  |  |  |  |  |                                      |
| Leopold Klement Sasko-Kobursko-Gothajský |                                      |  |                                      |                                        |  |  |  |  |  |  |  |                                      |
|                                          |                                      |  |                                      |                                        |  |  |  |  |  |  |  |                                      |
|                                          |                                      |  | František Sasko-Kobursko-Saalfeldský |                                        |  |  |  |  |  |  |  |                                      |
|                                          |                                      |  |                                      |                                        |  |  |  |  |  |  |  |                                      |
|                                          | Leopold I. Belgický                  |  |                                      |                                        |  |  |  |  |  |  |  |                                      |
|                                          |                                      |  |                                      |                                        |  |  |  |  |  |  |  |                                      |
|                                          |                                      |  |                                      | Augusta Reuss Ebersdorf                |  |  |  |  |  |  |  |                                      |
|                                          |                                      |  |                                      |                                        |  |  |  |  |  |  |  |                                      |
|                                          | Leopold II. Belgický                 |  |                                      |                                        |  |  |  |  |  |  |  |                                      |
|                                          |                                      |  |                                      |                                        |  |  |  |  |  |  |  |                                      |
|                                          |                                      |  |                                      | Ludvík Filip                           |  |  |  |  |  |  |  |                                      |
|                                          |                                      |  |                                      |                                        |  |  |  |  |  |  |  |                                      |
|                                          | Luisa Marie Orléanská                |  |                                      |                                        |  |  |  |  |  |  |  |                                      |
|                                          |                                      |  |                                      |                                        |  |  |  |  |  |  |  |                                      |
|                                          |                                      |  |                                      | Marie Amálie Neapolsko-Sicilská        |  |  |  |  |  |  |  |                                      |
|                                          |                                      |  |                                      |                                        |  |  |  |  |  |  |  |                                      |
|                                          | Luisa Belgická                       |  |                                      |                                        |  |  |  |  |  |  |  |                                      |
|                                          |                                      |  |                                      |                                        |  |  |  |  |  |  |  |                                      |
|                                          |                                      |  |                                      | Leopold II.                            |  |  |  |  |  |  |  |                                      |
|                                          |                                      |  |                                      |                                        |  |  |  |  |  |  |  |                                      |
|                                          | Josef Habsbursko-Lotrinský           |  |                                      |                                        |  |  |  |  |  |  |  |                                      |
|                                          |                                      |  |                                      |                                        |  |  |  |  |  |  |  |                                      |
|                                          |                                      |  |                                      | Marie Ludovika Španělská               |  |  |  |  |  |  |  |                                      |
|                                          |                                      |  |                                      |                                        |  |  |  |  |  |  |  |                                      |
|                                          | Marie Jindřiška Habsbursko-Lotrinská |  |                                      |                                        |  |  |  |  |  |  |  |                                      |
|                                          |                                      |  |                                      |                                        |  |  |  |  |  |  |  |                                      |
|                                          |                                      |  |                                      | Ludvík Württemberský                   |  |  |  |  |  |  |  |                                      |
|                                          |                                      |  |                                      |                                        |  |  |  |  |  |  |  |                                      |
|                                          | Marie Dorotea Württemberská          |  |                                      |                                        |  |  |  |  |  |  |  |                                      |
|                                          |                                      |  |                                      |                                        |  |  |  |  |  |  |  |                                      |
|                                          |                                      |  |                                      | Henrietta Nasavsko-Weilburská          |  |  |  |  |  |  |  |                                      |
|                                          |                                      |  |                                      |                                        |  |  |  |  |  |  |  |                                      |